# 張洛君
張洛君（1971年6月10日—），臺灣歌手、演员、主持人及制作人，體育專業出身，於1989年參與少年歌唱組合紅孩兒出道。組合解散及入伍退役後，曾從事歌手、演員、迪士尼頻道代言人、電玩節目主持人等工作，現今經營影像製作公司並任總監。

## 主持
- 衛視中文台《電玩大觀園》
- 迪士尼頻道《寶貝廚房》
- 迪士尼頻道《單挑迪士尼》
- 迪士尼頻道《迪士尼信箱》
- 華人旅遊台《旅遊卡位站》
- 鳳凰衛視中文台《相聚鳳凰台》
- 東森網路台《來去Internet》
- 衛視中文台《世界初體驗》
- 衛視中文台《台灣探險隊》
- 超級電視台《全國大專技職教育》
- 超級電視台《中華電信天天打天天送》
- 公視主頻道《故宮奇航》
- 華視《電玩大帝國》
- News98《ESPN世界體育報》
- 飛碟電台《生活大師》
- 公視主頻道《就是愛運動》
- 中央廣播電臺《洛大俠的小武林》

## 音樂專輯
- 1993年《童心》至尊唱片

## 演出作品

### 網路短劇
- 2011生命交叉點器官捐贈（飾吳奕璋）

### 戲劇
- 1999年 台視《白髮魔女》（飾王照希）
- 2006年 衛視中文台《驚異傳奇─惡魔茱麗葉》（飾葉寬）
- 2008年 中視《江湖.COM》
- 2008年八大電視《籃球火》（飾年輕李天）
- 2009年 公視《煙雨時分》（飾子強）
- 2010年 台視《家有四千金》（飾Michael）
- 2011年 民視《愛讓我們在一起》（飾姚世弘）
- 2012年 東森幼幼台《萌學園4時空戰役》（飾費司特）
- 2013年 大愛 長情劇展《心靈的陽光》（飾李嘉富）
- 2020年 台視《四月望雨─四季紅》（飾葉光耀）

### 電影
- 2009年《國民英雄》（飾小林）

### 舞台劇
- 2009年「全球天文年活動─守著星子的人」

## 書籍
- 2010年 《張洛君bicyclette我的單車NO.01》

## 獎項紀錄
| 年份   | 頒獎典禮     | 獎項             | 節目             | 結果 |
| ------ | ------------ | ---------------- | ---------------- | ---- |
| 2001年 | 第36屆金鐘獎 | 兒童節目主持人獎 | 《迪士尼玩科學》 | 提名 |

## 外部連結
- 張洛君的Facebook專頁
- 張洛君在香港影庫上的簡介